# Rega (fleuve)
La Rega est un fleuve situé dans le nord-ouest de la Pologne, et qui se jette dans la mer Baltique. C'est la 24e plus longue rivière de Pologne, avec une longueur totale de 168 km et un bassin d'une superficie de 2 725 km2.
La Rega traverse les villes de Świdwin, Łobez, Resko, Płoty, Gryfice et Trzebiatów.